# سلطان الماس
سلطان سالم الماس هو أحد مؤسسي فرقة الأخوة في البحرينية. وٍُلد سلطان في المحرق وهو عازف بحريني يعزف الكونغو والبركشن. يعتبر سلطان هو أحد أقوى الأعمدة في عزف الكونغا والإيقاعات اللاتينية في الوطن العربي وذلك بسبب خبرته الطويلة ولندرة العازفين على هذه الآلة بالإضافة إلى صعوبة العزف عليها ارتجالياً. كان اختياره لهذه الآلة هو حبه للنمط اللاتيني كالسالسا واللامبادا إذ كان أحد المستمعين لفرقة سنتانا المكسيكية. بدأ تفوقه واضحاً على هذه الآلة في بداية الثمانينات من القرن الماضي. إذ تمكن من إبهار المستمعين على اصداء موسيقاه اللاتينية الجميلة والتي كانت تتميز بنمط خاص وفريد من نوعه مع فرقة الأخوة البحرينية. كانت صداقة سلطان مع الفنان علي بحر سببا في تكوين ]]فرقة]] الأخوة حيث صنع سلطان نجوميته مع هذه الفرقة. شارك سلطان سالم بالكثير من المحافل مع فنانين من الوطن العربي وخارجه أيضاً. بعيدا عن الموسيقى، فإن سلطان يعشق كرة القدم وهو أحد محبي السامبا البرازيلية منذ صغره ولعب لبعض الأندية البحرينية أيضا.